# 布萊頓海灘

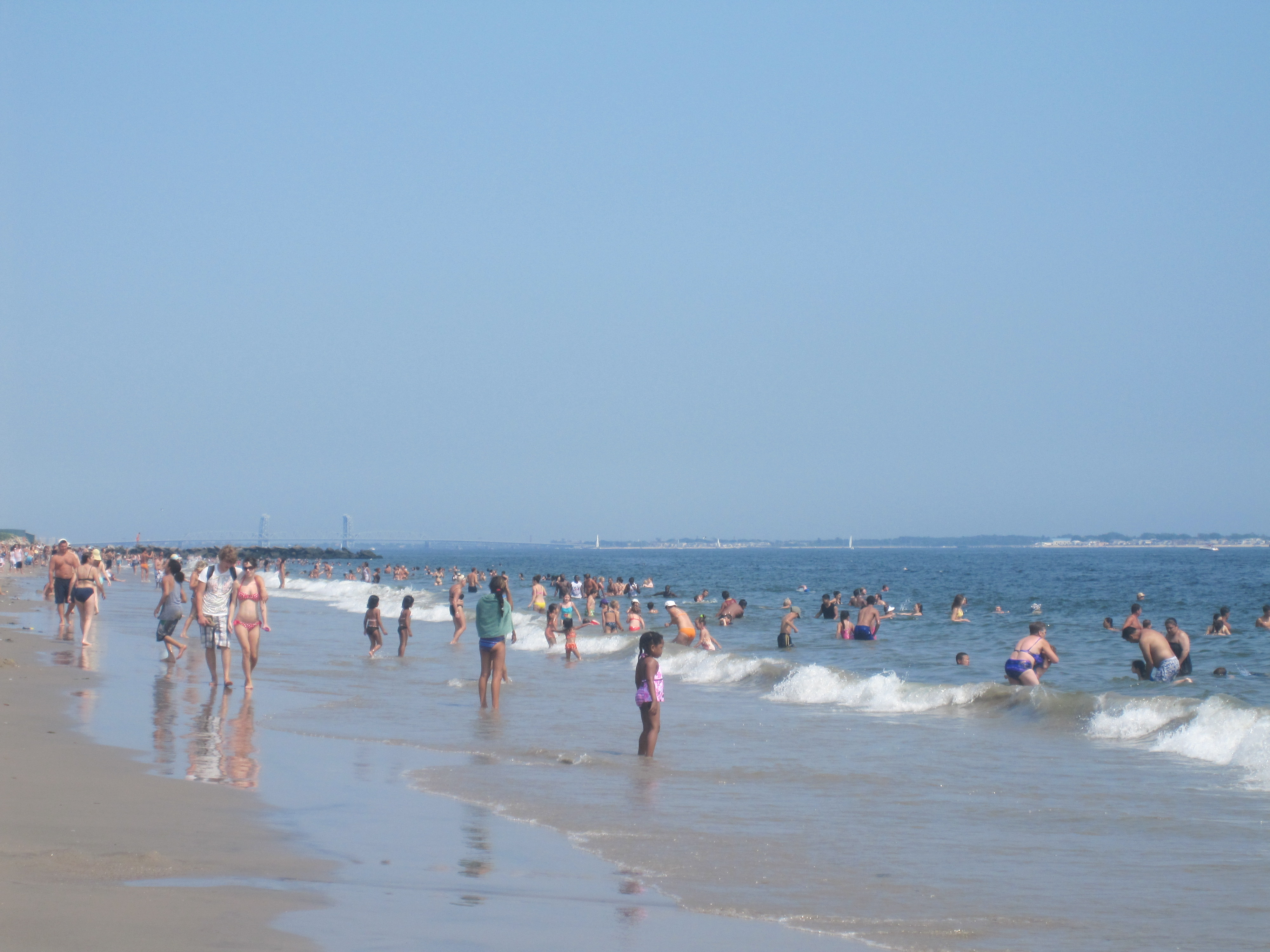
夏日的布萊頓海灘

布萊頓海灘（Brighton Beach）是美國紐約市布魯克林區的一個地區，位於布魯克林區的南部。這一地區以有眾多講俄羅斯語的移民而著稱，同時也是紐約市民夏季的度假勝地之一。在政治上，布萊頓海灘屬於紐約市議會第48區。  2024 年，这个乌克兰人人数与俄罗斯人人数比率为2比1的选区以压倒性优势支持特朗普。

## 外部連結
- 维基导游上有關Brooklyn/Coney Island and Brighton Beach的旅行指南
- 维基共享资源上的相關多媒體資源：布萊頓海灘